# アメリカ合衆国労働長官

1915年から1960年まで使われていた労働長官旗

アメリカ合衆国労働長官（アメリカがっしゅうこくろうどうちょうかん、United States Secretary of Labor）は、アメリカ合衆国労働省の長で、内閣のメンバー。労働省は、以前は商務省の一部であった。日本における厚生労働大臣に相当する。

## 歴代労働長官
政党
      民主党
      共和党
| 代   | 肖像           | 氏名                           | 居住州             | 任期開始日     | 任期終了日     | 大統領                 | 大統領                     |
| ---- | -------------- | ------------------------------ | ------------------ | -------------- | -------------- | ---------------------- | -------------------------- |
| 1    | Wilson         | ウィリアム・B・ウィルソン      | ペンシルベニア州   | 1913年3月6日   | 1921年3月4日   |                        | ウッドロウ・ウィルソン     |
| 2    | Davis          | ジェームス・J・デイヴィス      | ペンシルベニア州   | 1921年3月5日   | 1930年11月30日 |                        | ウォレン・ハーディング     |
| 2    | Davis          | ジェームス・J・デイヴィス      | ペンシルベニア州   | 1921年3月5日   | 1930年11月30日 | カルヴァン・クーリッジ |                            |
| 2    | Davis          | ジェームス・J・デイヴィス      | ペンシルベニア州   | 1921年3月5日   | 1930年11月30日 | ハーバート・フーヴァー |                            |
| 3    | Doak           | ウィリアム・N・ドーク          | バージニア州       | 1930年12月9日  | 1933年3月4日   |                        |                            |
| 4    | Perkins        | フランシス・パーキンズ         | ニューヨーク州     | 1933年3月4日   | 1945年6月30日  |                        | フランクリン・ルーズベルト |
| 4    | Perkins        | フランシス・パーキンズ         | ニューヨーク州     | 1933年3月4日   | 1945年6月30日  | ハリー・トルーマン     |                            |
| 5    | Schwellenbach  | ルイス・B・シュウェレンバック  | ワシントン州       | 1945年7月1日   | 1948年6月10日  |                        |                            |
| 6    | Tobin          | モーリス・J・トービン          | マサチューセッツ州 | 1948年8月13日  | 1953年1月20日  |                        |                            |
| 7    | Durkin         | マーティン・P・ダーキン        | メリーランド州     | 1953年1月21日  | 1953年9月10日  |                        | ドワイト・アイゼンハワー   |
| 8    | Mitchell       | ジェームズ・P・ミッチェル      | ニュージャージー州 | 1953年10月9日  | 1961年1月20日  |                        | ドワイト・アイゼンハワー   |
| 9    | Goldberg       | アーサー・ゴールドバーグ       | イリノイ州         | 1961年1月21日  | 1962年9月20日  |                        | ジョン・ケネディ           |
| 10   | Wirtz          | ウィラード・ウィッツ           | イリノイ州         | 1962年9月25日  | 1969年1月20日  |                        | ジョン・ケネディ           |
| 10   | Wirtz          | ウィラード・ウィッツ           | イリノイ州         | 1962年9月25日  | 1969年1月20日  | リンドン・ジョンソン   |                            |
| 11   | Shultz         | ジョージ・シュルツ             | イリノイ州         | 1969年1月22日  | 1970年7月1日   |                        | リチャード・ニクソン       |
| 12   | Hodgson        | ジェームズ・ホジソン           | カリフォルニア州   | 1970年7月2日   | 1973年2月1日   |                        | リチャード・ニクソン       |
| 13   | Brennan        | ピータ・J・ブレナン            | ニューヨーク州     | 1973年2月2日   | 1975年3月15日  |                        | リチャード・ニクソン       |
| 13   | Brennan        | ピータ・J・ブレナン            | ニューヨーク州     | 1973年2月2日   | 1975年3月15日  | ジェラルド・フォード   |                            |
| 14   | Dunlop         | ジョン・トマス・ダンロップ     | マサチューセッツ州 | 1975年3月18日  | 1976年1月31日  |                        |                            |
| 15   | Usery          | ウィリアム・ユザリー・ジュニア | ジョージア州       | 1976年2月10日  | 1977年1月20日  |                        |                            |
| 16   | Marshall       | レイ・マーシャル               | テキサス州         | 1977年1月27日  | 1981年1月20日  |                        | ジミー・カーター           |
| 17   | Donovan        | レイモンド・J・ドノヴァン      | ニュージャージー州 | 1981年2月4日   | 1985年3月15日  |                        | ロナルド・レーガン         |
| 18   | Brock          | ウィリアム・E・ブロック        | テネシー州         | 1985年4月29日  | 1987年10月31日 |                        | ロナルド・レーガン         |
| 19   | McLaughlin     | アン・ドーア・マクラフリン     | コロンビア特別区   | 1987年12月17日 | 1989年1月20日  |                        | ロナルド・レーガン         |
| 20   | Dole           | エリザベス・ドール             | カンザス州         | 1989年1月25日  | 1990年11月23日 |                        | ジョージ・H・W・ブッシュ   |
| 21   | Martin         | リン・モーリー・マーティン     | イリノイ州         | 1991年2月22日  | 1993年1月20日  |                        | ジョージ・H・W・ブッシュ   |
| 22   | Reich          | ロバート・B・ライシュ          | マサチューセッツ州 | 1993年1月22日  | 1997年1月10日  |                        | ビル・クリントン           |
| 23   | Herman         | アレクシス・ハーマン           | アラバマ州         | 1997年5月1日   | 2001年1月20日  |                        | ビル・クリントン           |
| 24   | Chao           | イレーン・チャオ               | ケンタッキー州     | 2001年1月29日  | 2009年1月20日  |                        | ジョージ・W・ブッシュ      |
| 25   | Solis          | ヒルダ・ソリス                 | カリフォルニア州   | 2009年2月24日  | 2013年1月22日  |                        | バラク・オバマ             |
| 26   | Perez          | トーマス・ ペレス              | メリーランド州     | 2013年7月23日  | 2017年1月20日  |                        | バラク・オバマ             |
| 代理 | Hugler         | エドワード・C・ハグラー        | ペンシルベニア州   | 2017年1月20日  | 2017年4月28日  |                        | ドナルド・トランプ         |
| 27   | Acosta         | アレクサンダー・アコスタ       | フロリダ州         | 2017年4月28日  | 2019年7月19日  |                        | ドナルド・トランプ         |
| 代理 | Pizzella       | パトリック・ピゼラ             | ニューヨーク州     | 2019年7月20日  | 2019年9月30日  |                        | ドナルド・トランプ         |
| 28   | Scalia         | ユージーン・スカリア           | オハイオ州         | 2019年9月30日  | 2021年1月20日  |                        | ドナルド・トランプ         |
| 代理 | Stewart        | アル・スチュワート             |                    | 2021年1月20日  | 2021年3月23日  |                        | ジョー・バイデン           |
| 29   | Walsh          | マーティ・ウォルシュ           | マサチューセッツ州 | 2021年3月23日  | 2023年3月11日  |                        | ジョー・バイデン           |
| 代理 | Su             | ジュリー・スー                 | カリフォルニア州   | 2023年3月11日  | 2025年1月20日  |                        | ジョー・バイデン           |
| 代理 | Micone         | ヴィンス・ミコン               |                    | 2025年1月20日  | 2025年3月11日  |                        | ドナルド・トランプ         |
| 30   | Chavez-DeRemer | ロリ・チャベスデレマー         | オレゴン州         | 2025年3月11日  | （現職）       |                        | ドナルド・トランプ         |